# Dobri stari pianino
Pour plus de détails, voir Fiche technique et Distribution.
Dobri stari pianino (lit. Le bon vieux piano) est un drame slovène en noir et blanc réalisé par France Kosmač en 1959.

## Synopsis
Gaber est un pianiste qui refuse de prêter attention au monde extérieur et à la guerre qui y fait rage. Mais au retour d'un concert il se fait arrêter par des Nazis qui découvrent une étoile juive dans ses partitions. Peu de temps après, un clandestin cache une arme dans son piano qui est saisi par un officier nazi. Après bien des péripéties le piano est entreposé dans une église, dans le repère de la Garde nationale slovène. Anuška décide alors de communiquer avec les partisans en jouant du piano,,...

## Fiche technique
Sauf indication contraire, les informations mentionnées dans cette section peuvent être confirmées par la base de données cinématographiques IMDb,  présente dans la section « Liens externes ».
- Titre original : Dobri stari pianino
- Titre anglais : The good old piano
- Réalisation : France Kosmač
- Scénario : Vitomil Zupan
- Musique : Marijan Lipovšek
- Photographie : France Cerar
- Son : Marjan Meglič
- Décors : Mirko Lipuzic
- Costumes : Maria Kobi
- Pays de production :  Yougoslavie
- Genre : Drame, guerre
- Durée : 98 minutes

## Distribution
Sauf indication contraire, les informations mentionnées dans cette section peuvent être confirmées par la base de données cinématographiques IMDb,  présente dans la section « Liens externes ».
- Vida Kuhar : Anuška
- Vekoslav Janko : Klavdij
- Bert Sotlar : commandant des Partisans
- Frane Milčinski - Ježek :  Blaž Gaber
- Janez Škof : Blisk
- Andrej Kurent : commandant de la garde nationale slovène
- Demeter Bitenc : l'officier allemand
- Kristijan Muck : Milče
- Janez Albreht
- Jože Pristov
- Stane Potokar
- Filipina Jerman
- Jože Vozny
- Mila Kačič : Majcnova
- Metka Bučar
- Janez Čuk